# Heinz Wackers
Oskar Hans Heinrich „Heinz“ Wackers (* 20. September 1925 in Krefeld; † 31. Dezember 2012 ebenda) war ein deutscher Eishockeytorwart.

## Karriere
In den Jahren 1938 bis Ende der 1950er spielte er für den KEV 36 und den KTSV Preußen insgesamt 700 Mal in der höchsten deutschen Eishockeyliga. In der Saison 1950/1951 wurde er mit Preußen Krefeld Deutscher Meister.
International stand er sechsmal für die deutsche Nationalmannschaft im Tor und war Teil der Olympiamannschaft 1952 in Oslo (Norwegen).